# 北春日部站

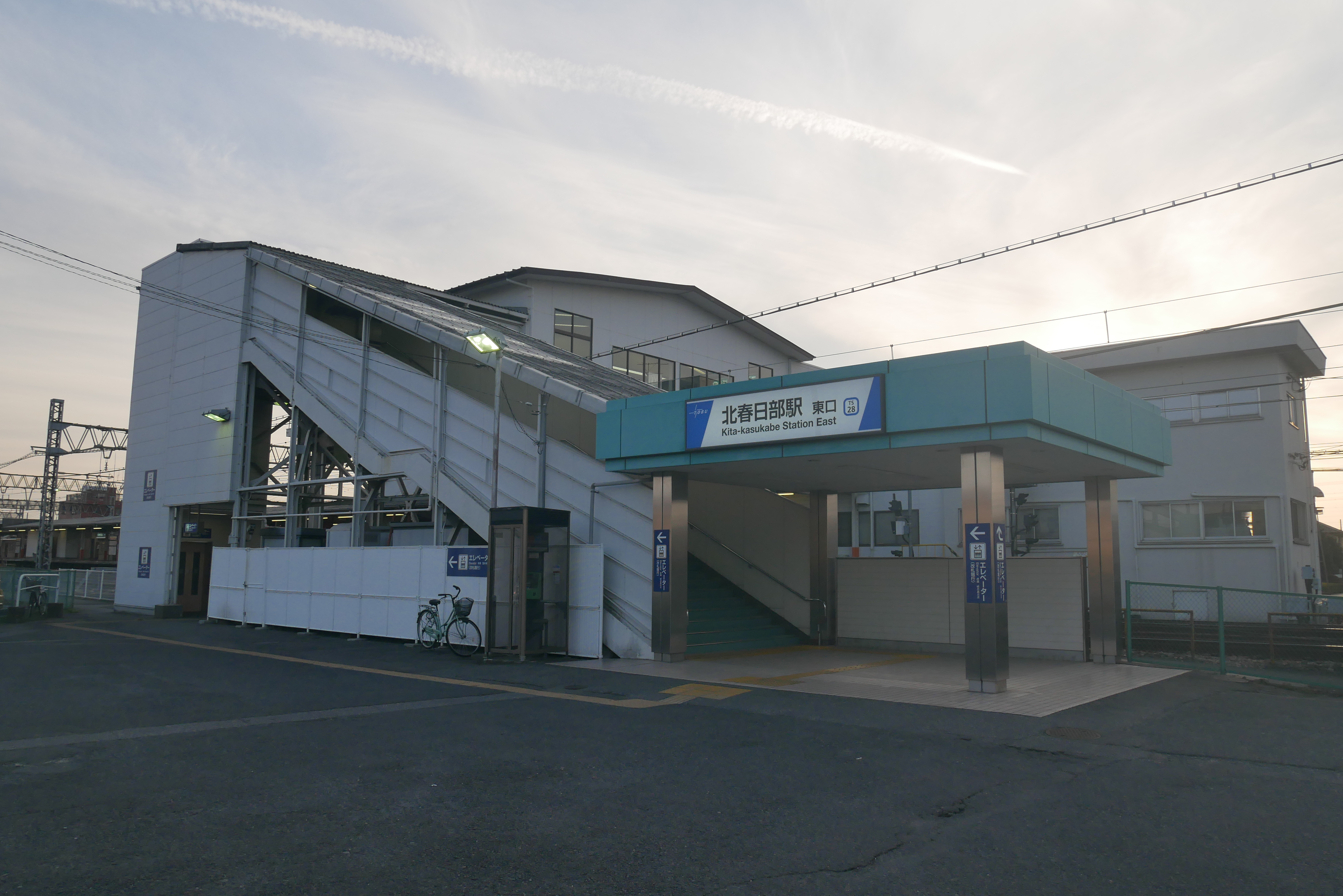
東口（2018年11月）

北春日部站（日语：／ Kita-kasukabe eki */?）是位於埼玉縣春日部市梅田本町，屬於東武鐵道伊勢崎線（東武晴空塔線）的鐵路車站。車站編號是TS 28。1pp3站北側設有南栗橋車輛管區春日部支所（舊：春日部檢修區）與春日部乘務管區。因此也是出入庫班次的起終點。

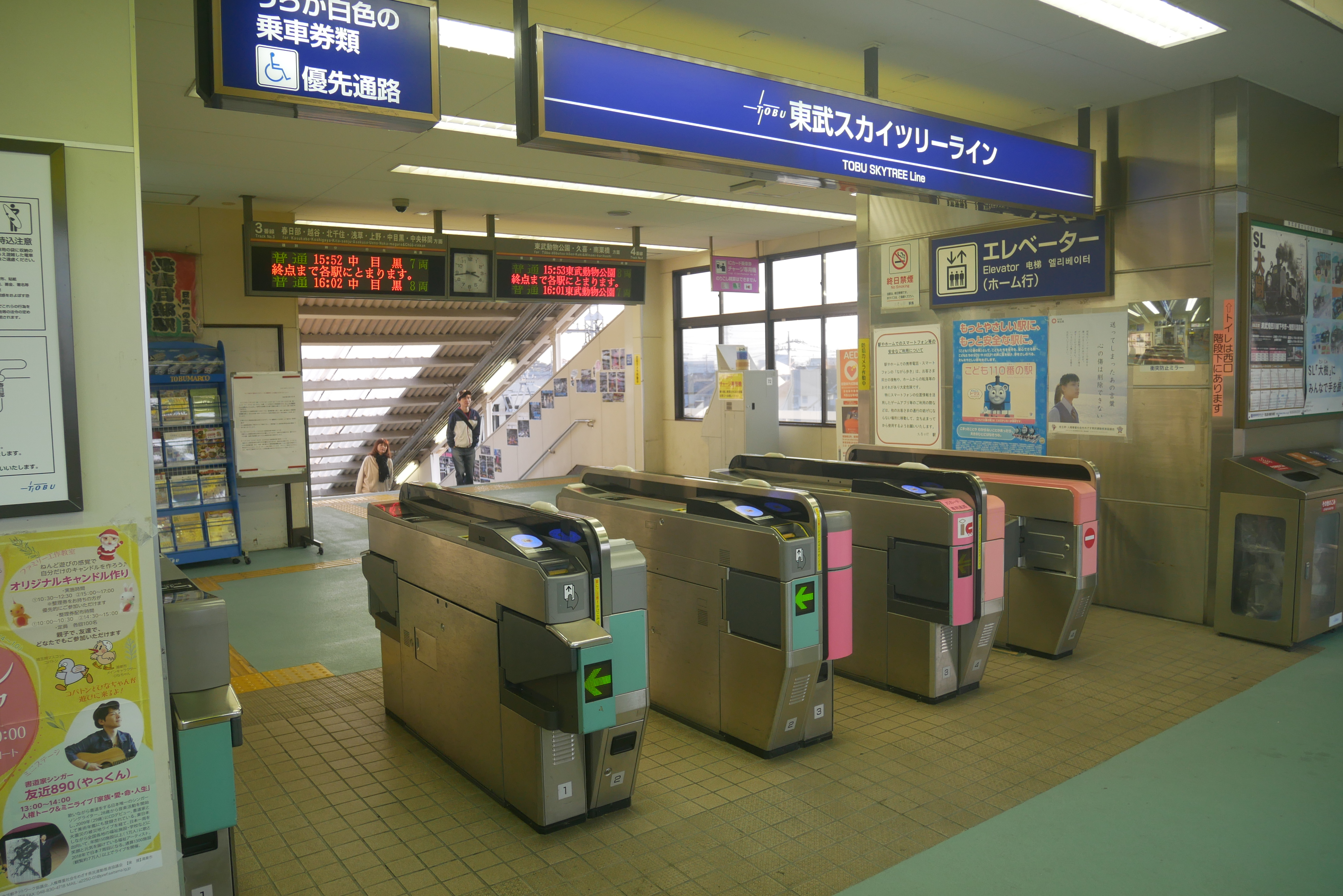
剪票口（2018年11月）

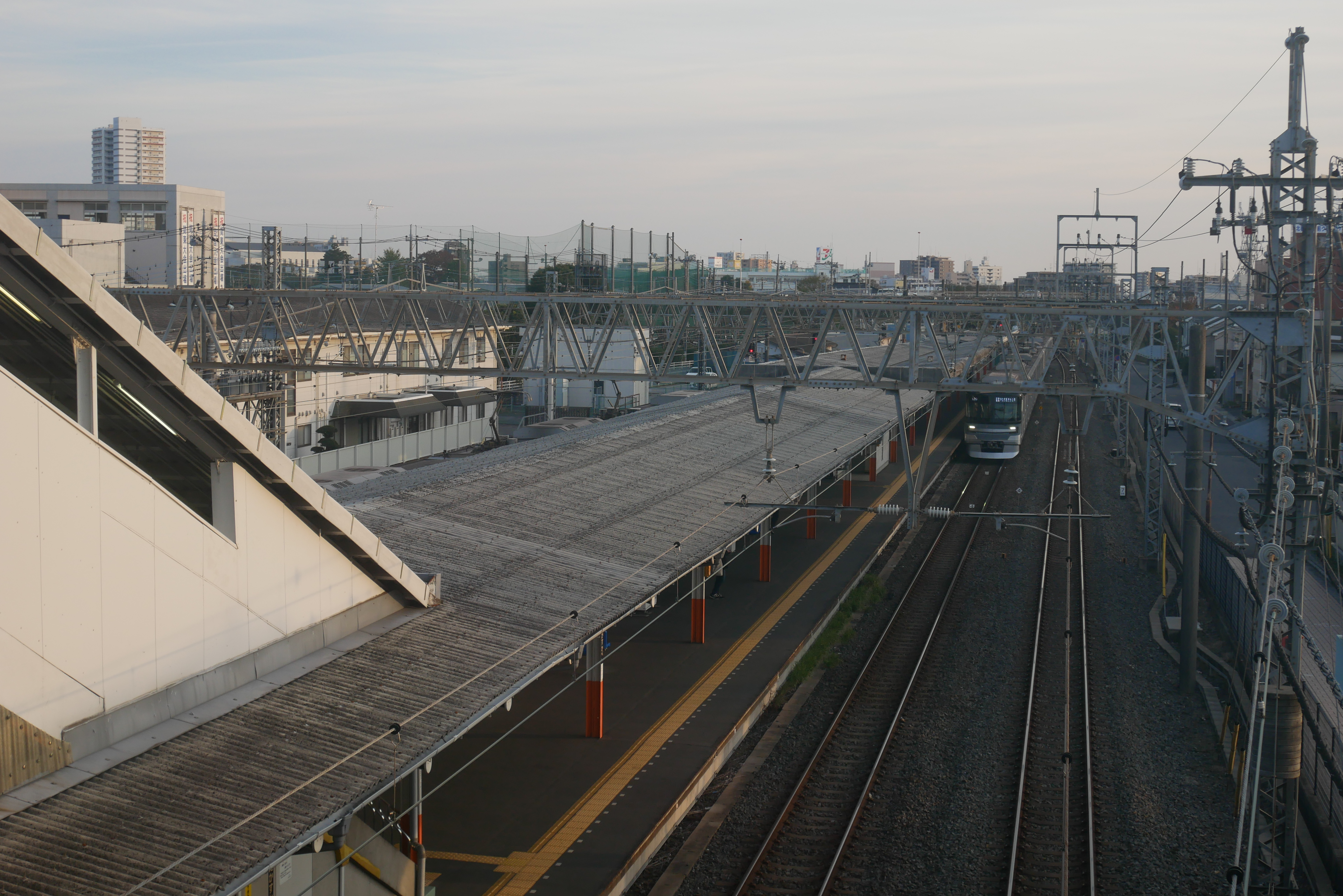
月台（2018年11月）

## 歷史
- 1966年（昭和41年）9月1日：與春日部檢修區一同開業。同時日比谷線直通列車的運行區間從北越谷站延長至本站。
- 1991年（平成3年）12月9日：平日淺草末班車為本站終停的準急（現區間急行）。
- 1992年（平成4年）9月21日：本站終停的準急增加兩班。
- 1997年（平成9年）3月25日：本站終停的準急有一班改成新設的區間準急。
- 2006年（平成18年）
  - 3月18日：改點，變更車種名稱，準急改為區間急行。
- 2012年（平成24年）3月17日：導入車站編號TS 28。
- 2013年（平成25年）3月16日：區間急行中，止於本站的系統改為區間準急。

## 結構
本站是側式月台2面2線的地面車站，站房採跨站式設計。月台外側有通過線與車庫的出庫線，東武動物公園方向則有本站起訖列車使用的轉向線。通過線與側線都有編號，其中面對月台的線路是3號與4號線。半藏門線、田園都市線直通列車在準急運行的早晨、夜間停靠本站。因此月台有效長度可停靠10輛編組。
本站的付費區層與東口、西口之間，以及付費區層與月台之間都設有電梯。廁所位於月台淺草側與西口。月台上的廁所附設多功能廁所。

### 月台配置
| 月台 | 路線         | 方向 | 目的地                                                                                       |
| ---- | ------------ | ---- | -------------------------------------------------------------------------------------------- |
| 3    | 東武晴空塔線 | 上行 | 春日部、北千住、東京晴空塔、淺草、 日比谷線 中目黑、 半藏門線 澀谷、 田園都市線 中央林間方向 |
| 4    | 東武晴空塔線 | 下行 | 東武動物公園、 伊勢崎線 久喜、 日光線 南栗橋方向                                             |

## 使用情況
2022年度一日平均上下車人次為8,964人。
近年一日平均上下車人次的推移如下表。
| 年度               | 一日平均上下車人次 |  |
| ------------------ | ------------------ |  |
| 1970年（昭和45年） | 1,721              |  |
| 1975年（昭和50年） | 2,765              |  |
| 1980年（昭和55年） | 5,098              |  |
| 1985年（昭和60年） | 6,527              |  |
| 1990年（平成02年） | 7,412              |  |
| 1998年（平成10年） | 9,770              |  |
| 1999年（平成11年） | 9,734              |  |
| 2000年（平成12年） | 9,728              |  |
| 2001年（平成13年） | 9,564              |  |
| 2002年（平成14年） | 9,082              |  |
| 2003年（平成15年） | 10,066             |  |
| 2004年（平成16年） | 10,202             |  |
| 2005年（平成17年） | 10,217             |  |
| 2006年（平成18年） | 10,158             |  |
| 2007年（平成19年） | 10,114             |  |
| 2008年（平成20年） | 10,297             |  |
| 2009年（平成21年） | 9,990              |  |
| 2010年（平成22年） | 9,750              |  |
| 2011年（平成23年） | 9,513              |  |
| 2012年（平成24年） | 9,762              |  |
| 2013年（平成25年） | 10,094             |  |
| 2014年（平成26年） | 9,989              |  |
| 2015年（平成27年） | 10,153             |  |
| 2016年（平成28年） | 10,309             |  |
| 2017年（平成29年） | 10,461             |  |
| 2018年（平成30年） | 10,413             |  |
| 2019年（令和元年） | 10,406             |  |
| 2020年（令和2年）  | 7,874              |  |
| 2021年（令和3年）  | 8,477              |  |
| 2022年（令和4年）  | 8,964              |  |

## 列車班表
白天上行列車會在站內進行待避（有時還會連續待避），停車時間大略在5分鐘左右，而在班次多的早晨尖峰時刻與需待避回送列車的傍晚以後時段，停車時間甚至拉到10分鐘左右。2013年（平成25年）3月16日起，東武動物公園站實施緩急接續，白天時段本站上、下行只須待避特急，各站停車待避急行、區間急行的時間僅剩早晨通勤時段（快速、區間快速在2017年（平成29年）4月21日廢除）。
本站始發的列車無論上、下行，都集中在早晨時段。近年開始增加南栗橋、東武動物公園的始發列車，減少本站始發班次。
- 上行始發列車除了基本的普通列車，有部分是區間準急，而且沒有半藏門線直通列車。

- 2017年4月21日現在的下行有兩班始發列車，皆是開往館林。

## 周邊
本站除了周邊住宅區（春日部市梅田、榮町、濱川戶）的乘客，也有騎自行車、自行開車前來的春日部市內外使用者。車站附近有許多月租停車場。
- 內牧公園（日语：内牧公園）
- 春日部Eminence
- 春日部自動車教習所
- 共榮大學（日语：共栄大学）、共榮學園短期大學
- 野島電器（日语：コジマ）×BIC CAMERA春日部店
- 國道16號
- 埼玉縣道85號春日部久喜線（日语：埼玉県道85号春日部久喜線）
- 埼玉縣立春日部工業高等學校（日语：埼玉県立春日部工業高等学校）
- 大落古利根川（日语：古利根川）
- 米久（日语：米久）光輝春日部工場
- 春日部榮町郵便局
- 首都圈外郭放水路第5立坑

### 巴士
- 深夜急行巴士「Midnight Arrow久喜·東鷲宮」（東武巴士中央） - 周一至周五運行，僅能下車。

- - 上野站 - 北千住站 - 北春日部站 - 久喜站東口 - 東鷲宮站西口

- 春日部市社區巴士「春巴士」（朝日自動車）
  - 地方廳舍前 - 春日部站西口 - 春日部站東口 - 北春日部站入口 - 北春日部循環（周一至周六運行，1日2班）
  - 北春日部站西口 - 塚內古墳群（日语：内牧塚内古墳群） - 內牧公園 - 豐春站（週二、週四、週六運行）

## 相鄰車站
東武鐵道
 東武晴空塔線
■急行、■區間急行
通過
■準急、■區間準急、■普通
春日部（TS 27）－北春日部（TS 28）－姬宮（TS 29）

## 外部連結
- 北春日部（車站資訊） - 東武鐵道（日語）